# Stratospheric Particle Injection for Climate Engineering

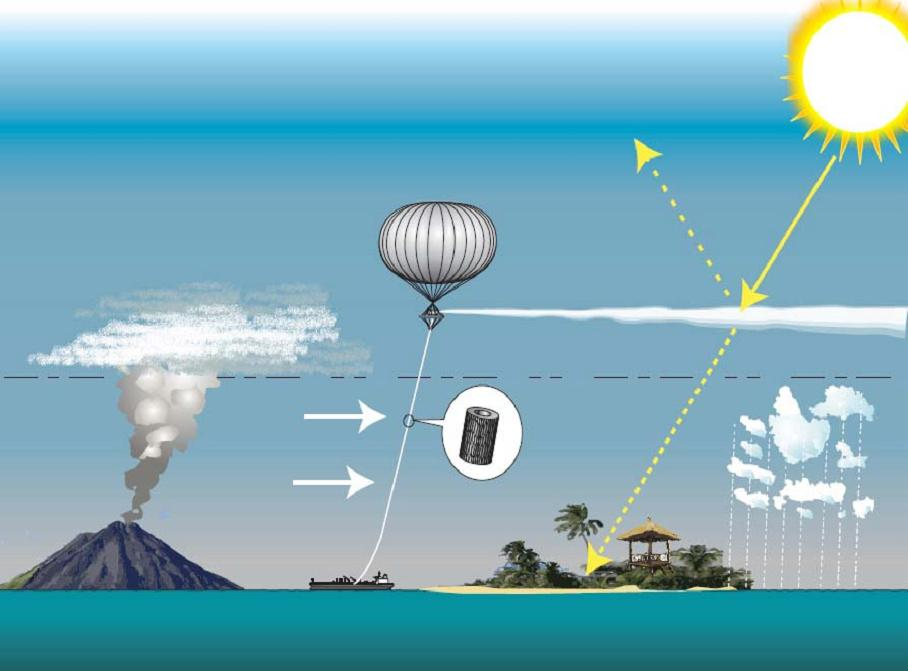
SPICE et le contrôle de l'insolation

Le Stratospheric Particle Injection for Climate Engineering (SPICE) est un projet de géoingénierie solaire britannique, dont le but est d'étudier la possibilité d'injecter des particules dans la stratosphère afin de réfléchir les rayons du soleil et d'ainsi modifier le climat.

## Description

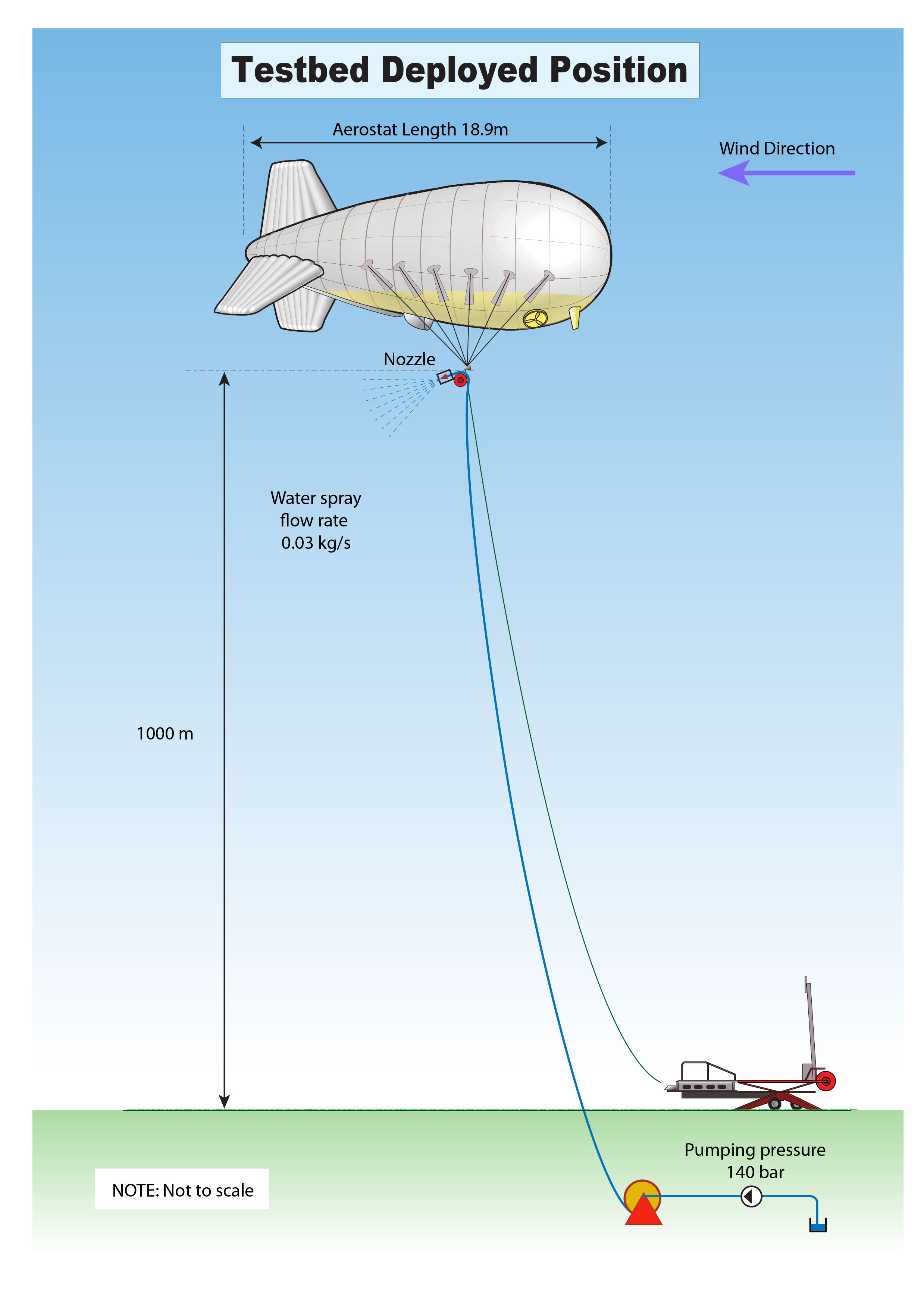
Ballon d’ensemencement du test de SPICE à 1 km

L'injection d'aérosols de sulfure dans la stratosphère permet de réfléchir une partie du rayonnement solaire vers l'espace. Cela donnerait un refroidissement similaire à une éruption volcanique, comme celle du mont Pinatubo aux Philippines en juin 1991, sans les inconvénients des coulées de lave et du panache de cendre,.  
Le projet SPICE a pour but de comprendre si une injection à petite échelle pourrait reproduire le processus naturel de refroidissement dans le but de modifier le climat et de comprendre le réchauffement climatique. Il est supporté par une bourse de 1,6 million £ du Conseil de recherche des sciences physiques et de ingénierie du Royaume-Uni, s'étendant d'octobre 2010 à mars 2014.
En octobre 2011, un test d’épandage avec un ballon, flottant à 1 km d'altitude et supportant un tube d'injection relié à une pompe au sol, devait avoir lieu mais il a été retardé de six mois à la suite de protestations de diverses sources sur ses effets. Les promoteurs ont donc décidé de mieux informer le public. Cependant, le test a été abandonné en mai 2012 pour deux raisons : certains scientifiques impliqués dans le projet ont appliqué pour des brevets sur des techniques similaires, ce qui représentait un conflit d'intérêts potentiel, et le manque de règles gouvernementales au sujet de ce type d'injection,.
Même après cette annulation, le projet s'est continué par des expériences en laboratoires portant sur différents paramètres.

## Composantes
SPICE est divisé en trois composantes :
Évaluation des aérosols
Les chercheurs des universités de Bristol, d'Oxford et de Cambridge, ainsi que ceux du laboratoire Rutherford Appleton, doivent déterminer quels sont les aérosols les plus efficaces pour le projet. Ils font des expériences sur les caractéristiques de diffusion de la radiation solaire et évaluent lesquels ont le meilleur potentiel pour influencer le climat sans affecter la santé humaine.
Systèmes d'injection
Les ingénieurs de Cambridge et de Marshall Aerospace sont responsables d'évaluer les effets des vents sur la position du ballon test à 1 kilomètre d'altitude et du système de pompage de l'eau remplie des aérosols qui doit amener le mélange en altitude à un taux de 100 kg/heure. À partir de ces données, ils doivent estimer les mêmes paramètres sur l'expérience réelle qui se déroulera à 20 km d'altitude.
Modélisation du climat
Les chercheurs d'Oxford, d'Édimbourg et de Bristol travaillent avec le centre de modélisation du climat du Met Office britannique pour tirer des éruptions volcaniques antérieures le taux de dispersion des aérosols et de leurs impacts sur la couche d'ozone, les précipitations locales et la chimie atmosphérique.